# Vomitory (schwedische Band)
Vomitory ist eine schwedische Death-Metal-Band aus Forshaga. Die Band spielt typischen schwedischen Death Metal, der mit der Brutalität des US-amerikanischen Death Metal verbunden wurde. Sie steht bei dem Label Metal Blade Records unter Vertrag.

## Bandgeschichte
Vomitory wurde 1989 von Gitarrist Urban Gustafsson und Bassist Ronnie Olson gegründet. Noch im selben Jahr kam Tobias Gustafsson zur Band. Nach ersten Konzerten im Jahr 1990 kam Bengt Sund als neuer Bassist zu Vomitory, Ronnie Olson konzentrierte sich auf den Gesang. Später kam mit Ulf Dalegren ein zweiter Gitarrist zur Band. Ein erstes selbstbetiteltes Demo weckte das Interesse des schweizerischen Labels Witchhunt Records, welches die Single Moribund veröffentlichte. Ebenfalls im Jahr 1993 wurde Bengt Sund aus der Band geworfen und durch Thomas Bergqvist ersetzt. Nach weiteren Demos und Konzerten unterschrieb Vomitory einen Plattenvertrag mit dem niederländischen Label Fadeless Records. 1996 erschien schließlich das Debütalbum Raped in Their Own Blood.
Als im Jahr 2004 Erik Rundqvist das Singen keinen Spaß mehr machte und sich mehr auf den Bass konzentrieren wollte, ging Vomitory auf Sängersuche, jedoch ohne Erfolg. Ein paar Monate später trennte sich der Gitarrist Ulf Dalegren von der Band. Seit dem 12. Dezember 2005 spielt Peter Östlund bei Vomitory.
2013 kündigte die Band an, noch einige Konzerte zu geben und sich dann Ende des Jahres aufzulösen. Am 27. Dezember spielte sie das Abschiedskonzert in Karlstad.
Am 29. März 2018 gab die Band ihr Comeback bekannt und kündigte Konzerte für 2019 weltweit an. Am 26. Mai 2023 erschien nach knapp 12 Jahren Pause ihr neuntes Studioalbum All Heads Are Gonna Roll.
Vomitory beim Party.San Metal Open Air 2013

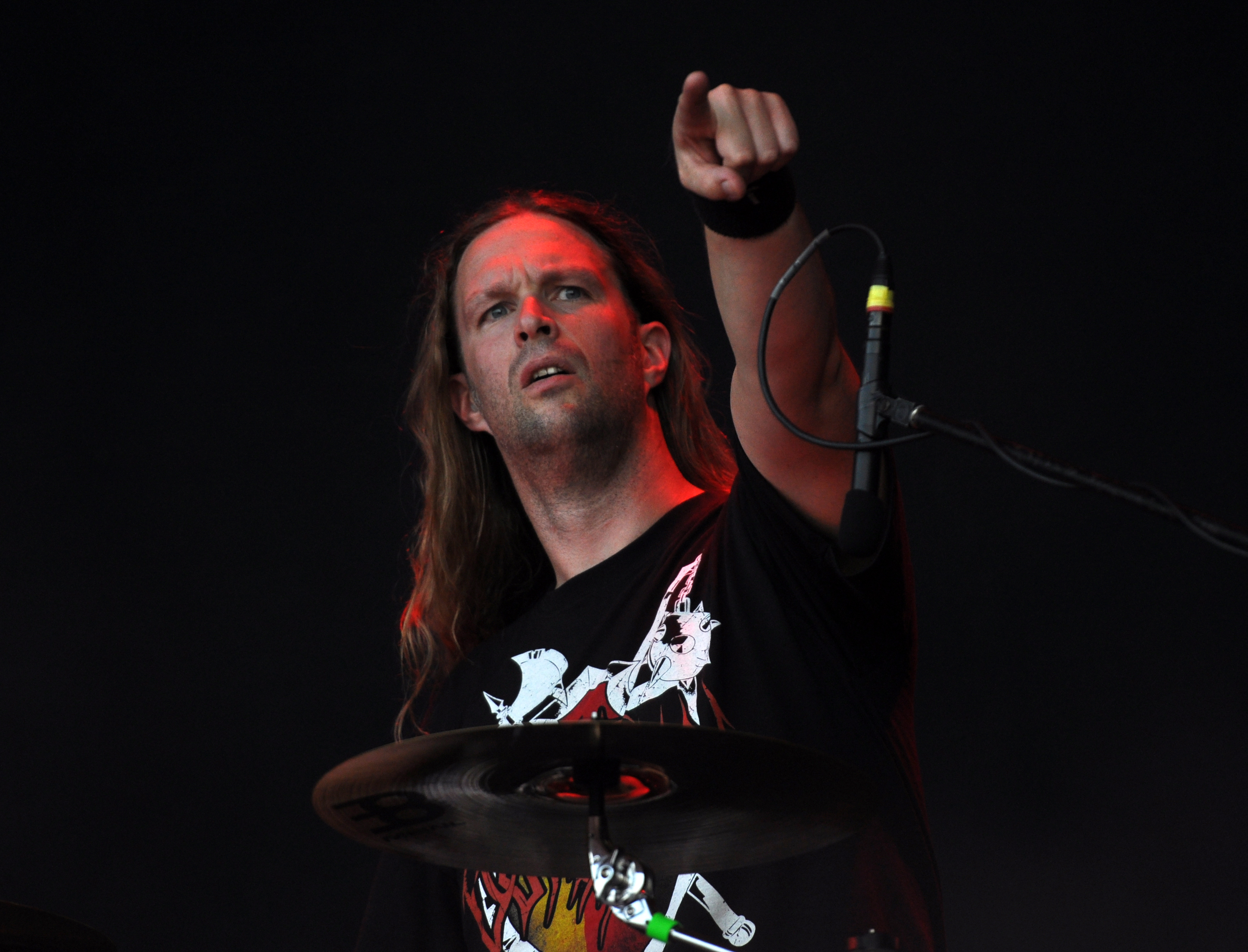
Tobias Gustafsson
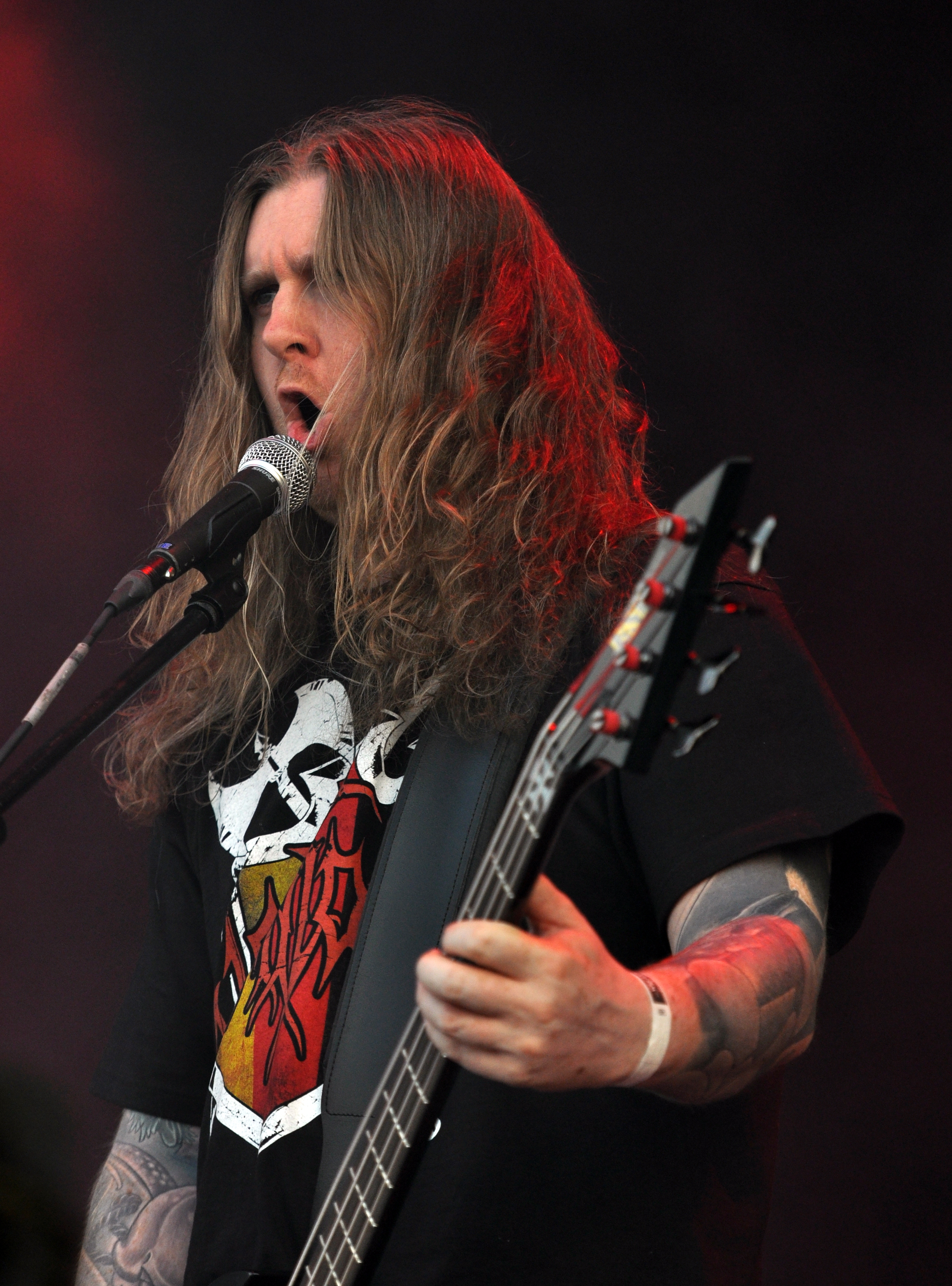
Erik Rundqvist
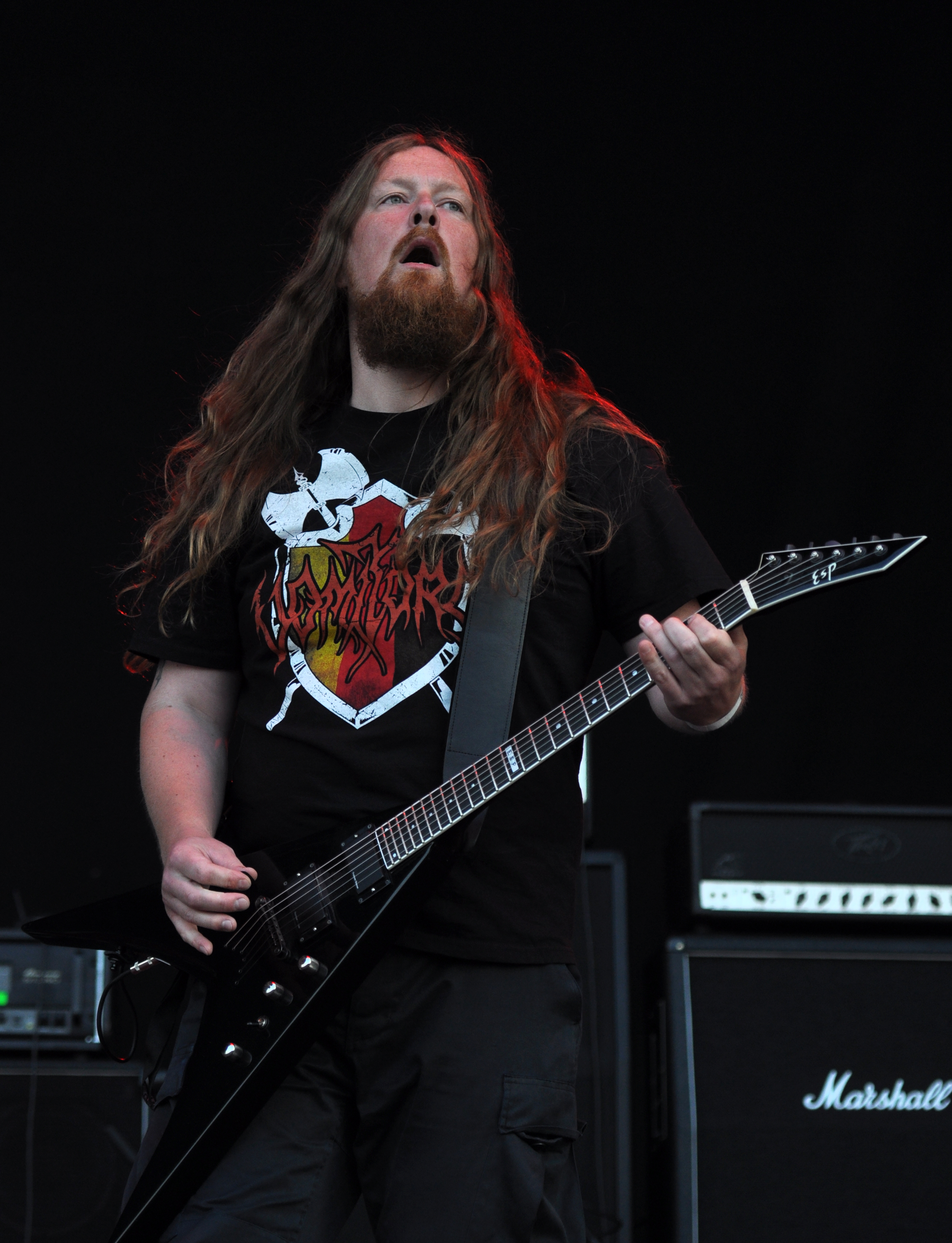
Urban Gustafsson
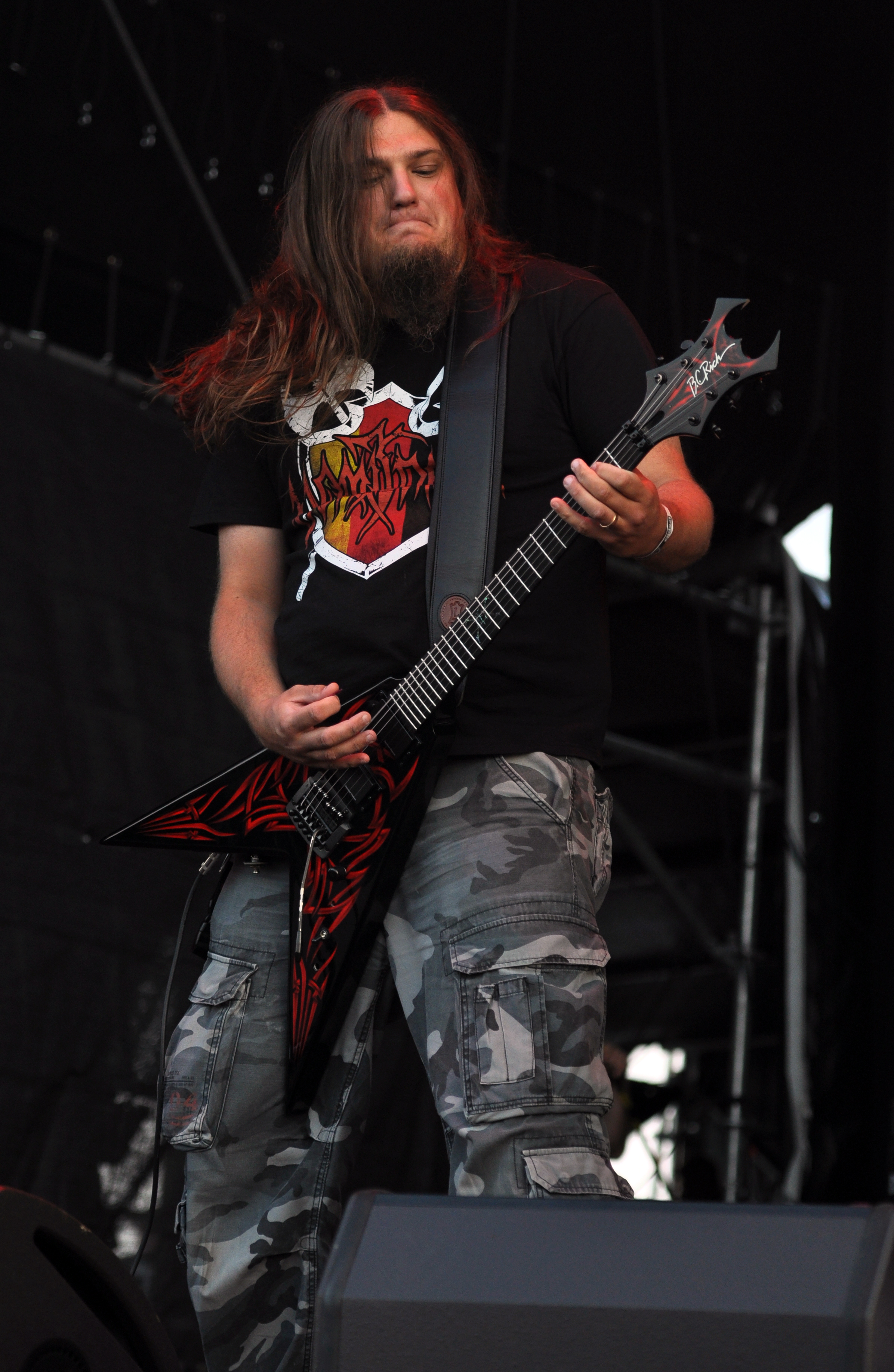
Peter Östlund

## Diskografie

### Alben
- 1996: Raped in Their Own Blood
- 1999: Redemption
- 2001: Revelation Nausea
- 2002: Blood Rapture
- 2004: Primal Massacre
- 2007: Terrorize Brutalize Sodomize
- 2009: Carnage Euphoria
- 2011: Opus Mortis VIII
- 2023: All Heads Are Gonna Roll

### Sonstiges
- 1992: Vomitory (Demo)
- 1993: Moribund (7”-Single)
- 1993: Promo (Demo)
- 1994: Through Sepulchral Shadows (Demo)
- 1999: Murder Corp./ Vomitory Split (Split)
- 1999: Anniversary Picture Disc (EP)